# Kuniharu Nakamoto
Kuniharu Nakamoto (jap. 中本 邦治 Nakamoto Kuniharu; ur. 29 października 1959) – były japoński piłkarz, reprezentant kraju.

## Kariera klubowa
Od 1982 do 1991 roku występował w klubie NKK.

## Kariera reprezentacyjna
W reprezentacji Japonii Kuniharu Nakamoto zadebiutował 2 września 1987 roku. W sumie w reprezentacji wystąpił w 5 spotkaniach.

## Statystyki
| Reprezentacja Japonii | Reprezentacja Japonii | Reprezentacja Japonii |
| Rok                   | Mecze                 | Gole                  |
| --------------------- | --------------------- | --------------------- |
| 1987                  | 5                     | 0                     |
| Razem                 | 5                     | 0                     |